# Водна пързалка
Водна пързалка (също тава или воден улей) е вид пързалка, предназначена за употреба в аквапаркове. Водните пързалки се различават по начин на спускане и по размер. Някои пързалки изискват ездача да седи директно на пързалката, докато при други – на подложка или пояс, предназначени за използване на пързалката.
Типичните водни пързалки използват система за изпомпване на вода до върха, която след това свободно преминава по плъзгащата се повърхност. Водата намалява триенето, така че ездачите се плъзгат много бързо без усилие и опасност от наранявания. Водните пързалки завършват в басейн или в дълъг улей за спиране. Спасителите обикновено са в горната и долната част на пързалката, така че ако ездачът евентуално получи наранявания, да му бъде оказана помощ веднага.

## Традиционни водни пързалки
Както подсказва името, пързалките за директна употреба не са с подложки и е достатъчно човек да седи директно върху повърхността на слайда. Има разнообразие от типове слайдове за тялото, включително прости тръби, скоростни пързалки, купи и водовъртежи – последните три са обяснени по-долу.

### Подложки за вътрешни тръби
Някои пързалки са конструирани така, че да могат да се качат с тръба, която обикновено събира 2 или 3 ездача. Подобно на традиционния вид пързалка, тези слайдове включват много усуквания и завои и се предлагат в различни типове, включително купи, фунии и половин тръби.

### Най-дългите
Най-дългата в света водна пързалка е временна инсталация в Уаймауку, Нова Зеландия към февруари 2013 г. Построена е с дължина 650 m, от които 550 m функционират правилно. Създателите твърдят, че предишният рекорд е имал дължина ~350 m. Пързалката е в процес на местене към град Върнън, Ню Джърси.
Водната пързалка на Буена Виста Лодж е в Коста Рика е с дължина от 400 m, при която ездачът седи директно върху пързалката, с вътрешна тръба около горната част на тялото за безопасност.
Най-дългата многофункционална пързалка тип водно влакче (виж по-долу) е 537 m дълга Мамут в Света на ваканциите в Санта Клаус, Индиана.

## Водни пързалки от 21 век

### Аквалупинг
Първото известно съществуване на водна пързалка с лупинг е в „Action Park“ в град Върнън, Ню Джърси в средата на 1980-те години. Водната пързалка на парка има вертикално спускане, но многократно е забранявана поради опасения за безопасността. В края на 2000-те години австрийският производител Водна арена разработва първата в света безопасна водна пързалка, наречена Аквалуп. Компанията проектира пързалка с наклонен участък, а не стандартен вертикален. Пързалката е лицензирана и разпространявана от канадския производител на водни пързалки Бялата вода на запада. По света има почти 20 инсталации на Аква Луп.  Първата инсталация беше в Словения през 2008 г.  Най-голямата колекция е разположена в Wet'n'Wild Gold Coast в Австралия, където са разположени 4 AquaLoops, открити през 2010 година. Мокро и Дово Злато Coast също е първият, който инсталира повече от един Аквалуп на едно място. Аквалуп използва шлюз за спускане на ездачи с 17 m (56 ft) почти вертикално спускане със скорост до 60 km/h (37 mph). Ускорението на ездачите е 2,5 Gs за по-малко от 2 секунди. Цялото пътуване приключва в рамките на 7 секунди.

### Купа
Купата е вид водна пързалка, където ездачите се спускат по стръмен спираловиден слайд в кръгла купа. Под действието на центробежната сила, ездачите обикалят външната част на купата преди да излязат надолу през средата, често в басейн отдолу, но понякога в допълнителен участък. Този стил на водни пързалки се предлага в различни модели и се произвежда от ProSlide, WhiteWater West и Waterfun Products. Различните вариации могат да използват на 4-литрови тръби с детелина, 2-инчова тръба и единична тръба.

### Семеен рафтинг
Семейните водни пързалки за рафтинг имат най-голям капацитет от всички типове водни пързалки с тръби, средно между 4 и 6 ездача на спускане. Ездачите се настаняват в кръгъл тръбен сал и пътуват в дълги и усукани 4,5 m канали към земята. Този тип водни пързалки се произвеждат от Прослайд,  Waterfun продукти  и Белите Води на Запада.  Всички тези компании произвеждат открити пързалки, докато ProSlide също произвежда закрита версия.

### Фуния
Водна пързалка от тип „фуния“ изисква водачите да седят в кръгла тръба с 2 или 4 места. Те попадат във вътрешността на тунел, излизащ в основния елемент на ездата, оформен като фуния на своята страна. Ездачите се клатят от едната страна до другата, докато излязат през задната част на фунията и в басейна за спиране. Най-често срещаният тип фуния е ProSlide Tornado, която е инсталирана на почти 60 места по света от 2003 г. През 2010 г. WhiteWater West започва да разработва конкурентни продукти, известни като Abyss, използвайки сал, който събира до шест ездача.

### Халфпайп
Подобно на фунията, халфпайпа има слайд, в който ездачите осцилират напред-назад. Въпреки това този стил на каране не включва никакви затворени секции. На Waterfun, Sidewinder или Sidewinder Mini, ездачите осцилират няколко пъти, преди да спре в основата на пързалката. След това ездачите трябва да се измъкнат от слайда, връщайки тръбата си на следващите ездачи. На WhiteWater West Boomerango или Family Boomerango, ездачите са изпратени надолу по стръмно спускане и нагоре по стръмен хълм от другата страна, преди да се плъзнат назад по друг слайд към края на участъка.

### Мултилентова пързалка
Това е езда, където между 4 и 8 ездачи се гмуркат първо върху подложка надолу в участък с няколко спадове. Като допълнителен компонент на това спускане и двете предлагат допълнителна затворена спирала на върха на карането. ProSlide предлага ProRacers, Octopus Racers и Kraken Racers, докато White Water West са проектирали Mat Racers и Whizzards. Австралийските водни пързалки също са произвели стандартен мултилентов модел.

### Скоростно спускане
Това е вид спускане, където ездачите се спускат по стръмни, почти като свободното падане участъци към земята. Почти всички производители на водни пързалки предлагат вариация на този вид слайд. ProSlide & WhiteWater West предлагат скоростна плъзгаща отсечка с шлюз, също като на AquaLoop.

### Воден увеселителен парк
Воден увеселителен парк е водна пързалка, която имитира увеселителен парк, като осигурява не само спускания, но и изкачвания. Има три различни начина, по които работят водните лифтове: движение чрез водни струи, конвейерни ленти и линейни индукционни двигатели. Високомощните водни струи захранват първия тип воден увеселителен парк, известен като „Master Blasters“. Първоначално произведени от New Braunfels General Store (NBGS), правата са продадени през декември 2006 г. на WhiteWater West of Canada. Първите инсталации от този тип са Dracon blasster и Family Blaster, инсталирани през 1994 г. в Schlitterbahn в New Braunfels, Texas. На следващия месец в Adventure Bay в Хюстън, Тексас, е открит трети Mастър бластер. Този тип езда включва над 70 инсталации в целия свят. Най-голямата колекция на „Master Blasters“ е в аквапарка „Wild Wadi“ в Дубай, където 9 от 16 водни пързалки на парка използват тази технология за транспортиране на водачите до върха на планината. Първият конвейер е инсталиран в курорта Калахари в Сандаски, Охайо. Известен като „Zip Coaster“, насочващите сили водят ездачите по хълмовете, използвайки високоскоростни транспортни ленти. Третото въплъщение на водния увеселителен парк използва линейни асинхронни двигатели и специално проектирани салове. Първата инсталация, използваща тази технология, беше Потоп, който отвори през 2006 г. в тогавашното Splash Kingdom в Six Flags Kentucky Kingdom. Най-дългият воден увеселителен парк, използващ тази магнитна система, е Mammoth at Splashin 'Safari в Дядо Коледа, Индиана. Тази технология е адаптирана към други продукти на ProSlide и е известна като ProSlide HydroMAGNETIC. През 2010 г. ProSlide обявява, че ще комбинира семейните технологии за рафтинг и водни влакчета, за да създаде Hydromagnetic Mammoth. Първата инсталация на тази разновидност е подходящо озаглавена МАМУТ, чиято премиера е през 2012 г. в Splashin 'Safari в Индиана. Той е признат като най-дългия воден увеселителен парк в света.

### Дроп слайд
Дроп слайд е вид слайд на тялото, където в края на слайда, ездачите правят няколко крачки във водата, за разлика от излизане и спиране във водата.

## Надуваеми водни пързалки
Надуваемите водни пързалки са предназначени за домашни потребители. Обикновено са изработени от дебел здрав PVC или винил и найлон и са надувани с електрически или бензинов вентилатор. Водната пързалка е прикрепена към маркуч за вода, за да се осигури вода. Има малки размери надуваеми водни пързалки за частни домове или по-големи надуваеми водни пързалки за училище, пикник, корпоративен или карнавален стил. Има и водни пързалки за плувни басейни, които потребителите могат да настроят да се плъзгат направо в басейн. Повечето паркове избягват това поради съображения за безопасност и налагат глоби за ползване в обществен басейн.